# Андрей Боцев
Андрей Илиев Боцев е български офицер, генерал, началник на отбраната.

## Биография
Андрей Боцев е роден на 26 ноември 1959 г. в Гоце Делчев. На 1 юли 2009 г. е назначен на длъжността заместник-началник на щаба по подготовката на Сухопътните войски и удостоен с висше офицерско звание бригаден генерал. На 12 март 2010 г. е освободен от длъжността заместник-началник на щаба по подготовката на Сухопътните войски и назначен за заместник-началник на Сухопътните войски. На 22 юни 2011 г. е освободен от длъжността заместник-началник на Сухопътните войски и назначен на началник на щаба на същите, считано от 1 юли 2011 г. На 28 април 2014 г. е освободен от длъжността началник на щаба на Сухопътните войски, назначен на длъжността командир на същите и удостоен с висше офицерско звание „генерал-майор“, считани от 30 юни 2014 г. На 2 март 2017 г. е освободен от длъжността командир на Сухопътните войски, назначен на длъжността началник на отбраната и удостоен с висше офицерско звание „генерал-лейтенант“. Встъпва в длъжност на 8 март 2017 година.
На 18 април 2018 г. е удостоен с висше офицерско звание генерал, считано от 6 май 2018 г.
Генерал Андрей Боцев умира на 27 февруари 2020 г. в София, на 1 март е изпратен с почести, а на 2 март е погребан в родния си град.
На 9 март 2020 г. е освободен от длъжността началник на отбраната и от военна служба, считано от 27 февруари 2020 г. и е посмъртно награден с орден „Стара планина“ първа степен с мечове за цялостната му дейност по развитието и укрепването на Българската армия и приноса му за националната сигурност на Република България.
На 30 юли 2020 година общинският съвет на община Гоце Делчев го удостоява посмъртно със званието „почетен гражданин на Гоце Делчев“ за изключителния му принос като държавник в интерес на общината.

## Образование
- През 1977 г. завършва местната политехническа гимназия „Яне Сандански“ – гр. Гоце Делчев.
- През 1981 г. завършва Висшето народно военно училище „Васил Левски“ във Велико Търново.
- 1988 – 1990 г. – Военна академия „Г. С. Раковски“
- 2003 – 2004 г. – ГЩФ на Военна академия „Г. С. Раковски“.

## Заемани длъжности
- 1981 – 1984 г. – Командир на взвод
- 1984 – 1988 г. – Командир на рота
- 1988 – 1990 г. – Слушател във ВА „Г. С. Раковски“
- 1990 – 1993 г. – Командир на мотострелкови батальон
- 1993 – 1995 г. – Началник на щаба на мотострелкови полк
- 1995 – 1998 г. – Заместник-командир на мотострелкови полк;
- 1998 – 2001 г. – Командир на мотострелкови полк
- 2001 – 2002 г. – Началник на щаба на бронетанкова бригада
- 2002 – 2003 г. – ВРИД Командир на бронетанкова бригада
- 2003 – 2004 г. – Слушател в ГЩФ на ВА „Г. С. Раковски“
- 2004 – 2007 г. – Командир на 101-а планинска бригада
- 2007 – 2008 г. – Началник на направление в щаба на Сухопътните войски
- 2008 – 2009 г. – Заместник-началник на отдел в щаба на Сухопътните войски
- 2009 – 2010 г. – Заместник-началник на щаба по подготовката на Сухопътните войски
- 2010 – 2011 г. – Заместник-началник на Сухопътните войски
- 2011 – 2014 г. – Началник на щаба на Сухопътните войски
- от 30 юни 2014 г. – Командир на Сухопътните войски
- 8 март 2017 г. – 27 февруари 2020– Началник на отбраната

## Военни звания
- Лейтенант (1981)
- Старши лейтенант (1984)
- Капитан (1988)
- Майор (1992)
- Подполковник (1995)
- Полковник (1999)
- Бригаден генерал (1 юли 2009)
- Генерал-майор (2014)
- Генерал-лейтенант (8 март 2017)
- Генерал (6 май 2018)

## Награди
- Медал „За отличие в БА“
- Награден знак „За вярна служба под знамената“ – ІІІ степен – министър на отбраната на Р. България – 1999 г.;
- Награден знак „За вярна служба под знамената“ – ІІ степен – министър на отбраната на Р. България – 2005 г.
- Медал „За заслуги към БА“;
- Поименно лично оръжие „карабина“ – министър на отбраната на Р. България – 2009 г.
- Предметни награди, морални поощрения и грамоти.

## Семейство
Генерал Андрей Боцев е семеен, с две деца.